# Pendellinse

Pendellinse mit Reguliermutter und Winkelskala

Als Pendellinse (auch Linse des Pendels) wird bei Pendeluhren mehrerer Stilrichtungen der linsenförmige Pendelkörper bezeichnet.

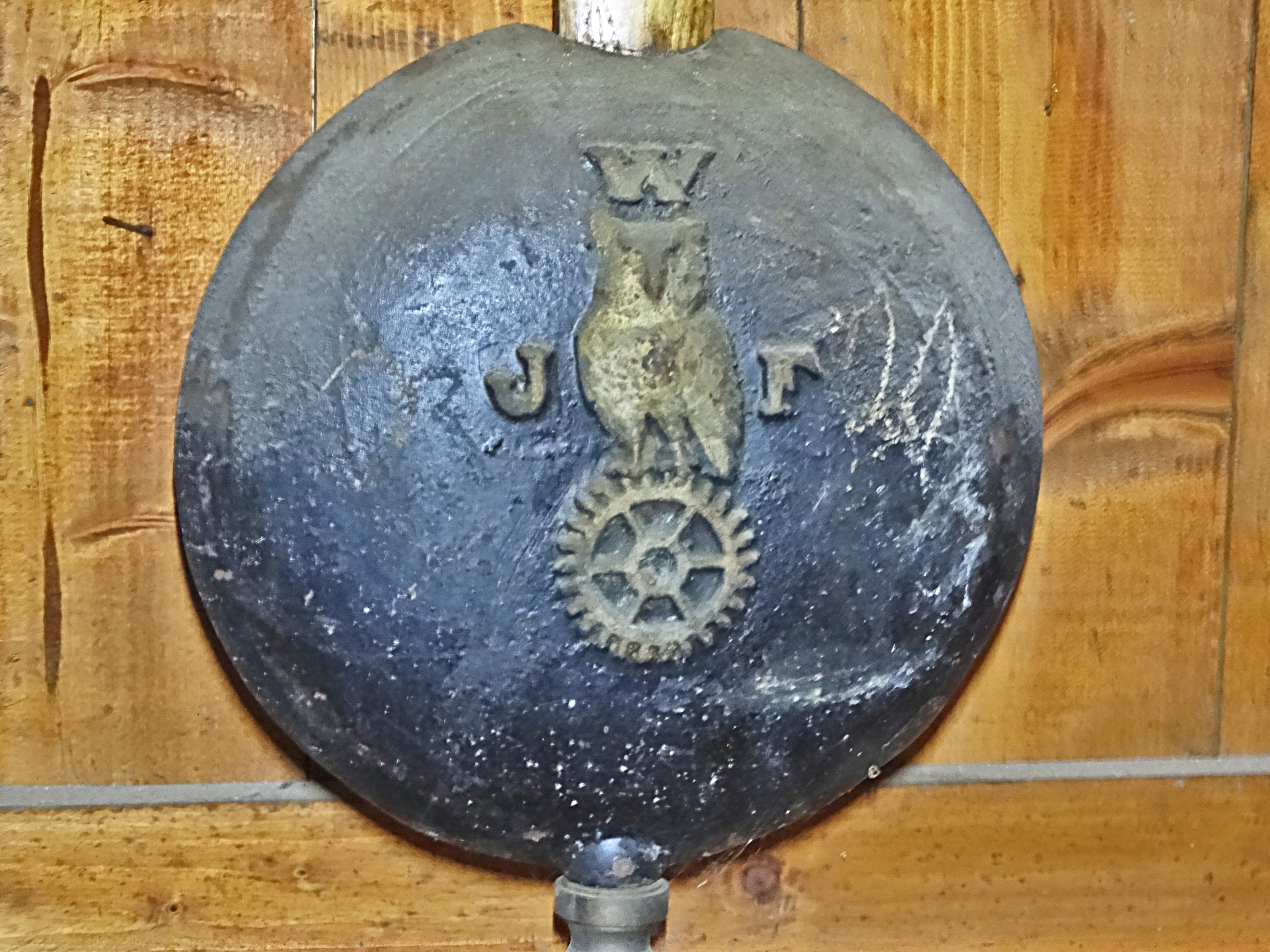
Typische Weule-Pendellinse

## Beschreibung
Verbreitete Stiluhren dieser Bauart sind im 19. Jahrhundert die Wiener Laterndluhr (um 1900) und ihre billigeren Nachbauten mit Holzpendel, die altdeutschen Pendeluhren sowie im 18. Jahrhundert die französischen Freischwinger-Uhren.
Die flache Linsenform ist einerseits durch ihren Metallglanz ein dekoratives Element, andrerseits für die Ganggenauigkeit der Uhr vorteilhaft. Denn der Luftwiderstand des schwingenden Pendels ist relativ gering, weshalb Veränderungen des Luftdrucks wenig Einfluss haben. Für Präzisionspendeluhren dieser Bauart konnte man die Pendelstange durch geeignete Metallstäbe mit Temperaturkompensation ausstatten und das Gehäuse teilweise evakuieren.
Zur Regulierung des Uhrgangs befindet sich unter der Pendellinse eine Reguliermutter auf der die am Pendelstab verschiebliche Linse mit ihrem Gewicht aufliegt. Nach-rechts-Schrauben der Mutter hebt diese und damit die Linse an, wodurch sich die effektive Pendellänge verkürzt und das Pendel schneller – mit höherer Frequenz, kürzerem Takt schwingt.
Die Auslenkungen nach links und rechts können durch Visieren des Gewindestifts an einer Winkelskala an der Hinterwand des Gehäuses festgestellt und durch kleine Neigungsänderung des Uhrgehäuses in Symmetrie gebracht werden, was ebenfalls den Gang verbessert.